# Clausenia purpurea
Clausenia purpurea är en stekelart som beskrevs av Ishii 1923. Clausenia purpurea ingår i släktet Clausenia och familjen sköldlussteklar.
Artens utbredningsområde är:
- Israel.
- Paraguay.
- Taiwan.
- Uzbekistan.

Inga underarter finns listade i Catalogue of Life.